# Moriaanshoofd
Moriaanshoofd (51° 41′ N, 3° 51′ L) é uma cidade dos Países Baixos, na província de Zelândia. Moriaanshoofd pertence ao município de Schouwen-Duiveland, e está situada a 26 km southwest of Hellevoetsluis.